# Blue Water (train)
Le Blue Water est un train de voyageurs exploité par Amtrak faisant partie du Michigan services. Il relie Chicago dans l'Illinois à Port Huron dans le Michigan, ville à la frontière entre le Canada et les États-Unis via East Lansing et Flint suivant un parcours de 513 km. Ce train a transporté 181 832 passagers en 2019.

## Histoire

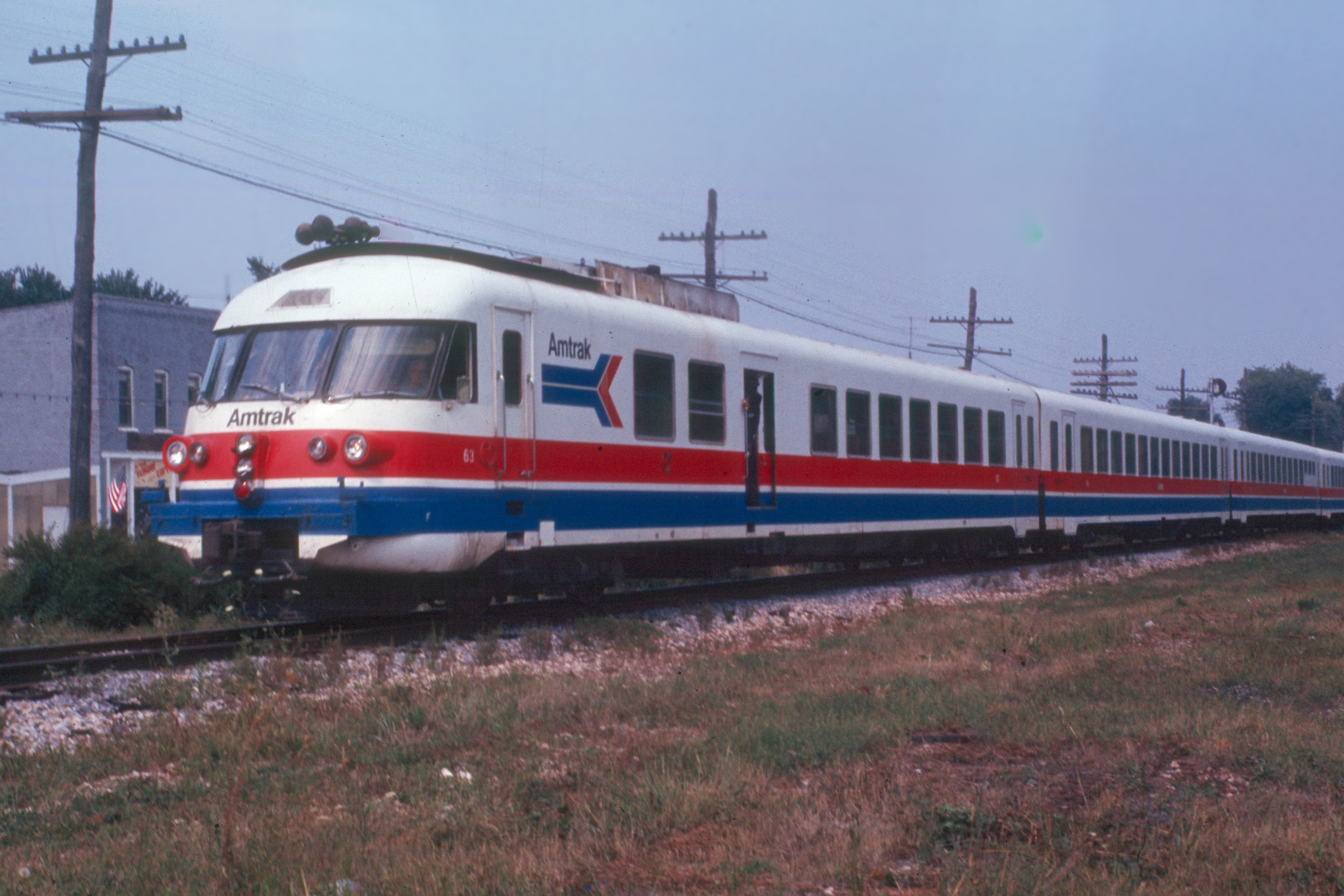
Une rame Turboliner du Blue water à Porter en 1976.

L'aire urbaine de la ville de Lansing, capitale de l'État du Michigan où se situe notamment le capitole de l'État du Michigan ou l'université d'État du Michigan fut totalement mis de côté lors de la création d'Amtrak en 1971. Ce n'est qu'en 1973 qu'Amtrak et l'État du Michigan ont discuté de la restauration du  service sur le réseau de la compagnie Grand Trunk Western Railroad dans le Michigan. Cependant, les trains rejoindrait les autres trains du Michigan exploitées par Amtrak sur les voies de la Penn Central Transportation Company à l'ouest de Battle Creek permettant de se rendre à Chicago. De nouvelles stations ont été construites à East Lansing et Port Huron, et l'État a dépensé 1 million de dollars pour réhabiliter les voies. Le service débuta le 15 septembre 1974 entre Chicago et Port Huron avec l'intention d'éventuellement restaurer la section entre Port-Huron et Toronto.
Amtrak a renommé le train le Blue Water limited  le 26 octobre 1975 et l'a équipé à partir du 26 octobre 1975 de Rame à turbine à gaz construite en France. Ces nouvelles rames nommée Turboliner pouvait accueillir 292 passagers répartis dans 5 voitures et pouvait atteindre la vitesse de 201 km/h bien que cette vitesse ne fût jamais atteinte par le Blue Water. Ces rames ont été retirées le 25 octobre 1981 remplacés par des locomotives conventionnelles tractant des voitures Amfleet.

### International

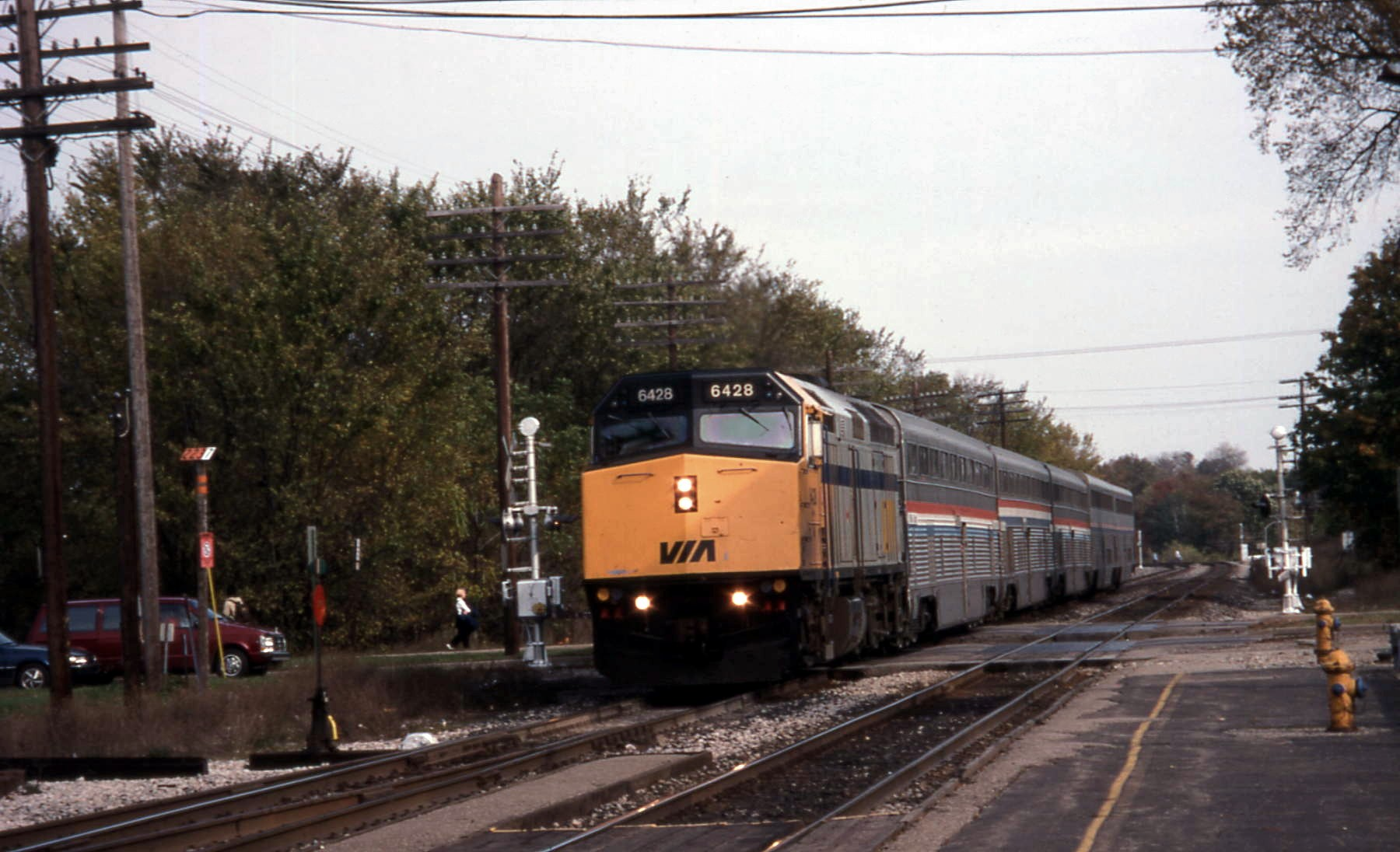
LInternational tracté par une locomotive Via rail à East Lansing dans le Michigan en octobre 1996.

L'extension longuement discutée vers Toronto a été mise en place à partir du 31 octobre 1982. Ce service reçu le nom de International limited  qui était le nom d'un ancien train opéré conjointement par Canadien National et Grand Trunk Western Railroad. Amtrak s'associa à Via Rail Canada, la compagnie nationale de chemin fer canadien pour opérer l'International limited (qui deviendra par la suite l'International) jusqu'au 25 avril 2004 où le service transfrontalier fût abandonné à cause des retards causés par les contrôles aux frontières renforcés à la suite des attentats du 11 septembre 2001. Amtrak et l'État du Michigan ont décidé de continuer la desserte jusqu'à Port Huron en renommant le train Blue Water. Du côté canadien, le service continue jusqu'à Sarnia dans le cadre du train Corridor de Via Rail

### Service actuel
Avec des horaires plus favorables et moins de délais, le nombre de voyageurs sur le Blue Water  a montré très rapidement de nettes améliorations, transportant 94 378 passagers en 2004 (contre 80 890 en 2003). En 2019, le Blue Water a transporté 181 832 passagers soit 1,7 % de moins qu'en 2018 (185 020). Les chiffres des revenus sont un peu plus anciens mais en 2016, le Blue Water a rapporté à Amtrak 6 372 362 dollars contre 6 308 554 dollars en 2015 soit une augmentation de 1 %.

## Gare desservies
| État     | Ville        | Station               | Correspondances |
| -------- | ------------ | --------------------- | --- |
| Illinois | Chicago      | Union Station         | Amtrak : Capitol Limited, Cardinal, Carl Sandburg, California Zephyr, City of New Orleans, Empire Builder, Hiawatha Service, Hoosier State, Ilini, Illinois zephyr, Lake Shore Limited, Lincoln service, Pere marquette, Saluki, Southwest Chief, Texas Eagle, Wolverine, Thruway Motorcoach CTA Buses : 1, 7, 14, 19, 20, X20, X28, 56, 60, 120, 121, 122, 123, 124, 125, 126, 128, 129, 130, 151, 156, 157, 192 Megabus : M1, M2, M3, M4, M5, M6, M7 Metra : North Central Service, Milwaukee District/North Line, Milwaukee District/West Line, BNSF Railway Line, Heritage Corridor, SouthWest Service |
| Michigan | New Buffalo  | New Buffalo           | Berrien Bus |
| Michigan | Niles        | Niles                 | DART |
| Michigan | Kalamazoo    | Transportation Center | Greyhound Lines Indian Trails Metro Transit : 1,2,4,5,6,7,8,9,10,11,12,13,14,15 |

Carte du Blue Water.

| Michigan | Battle Creek | Transportation center | Amtrak : Wolverine, Thruway Motorcoach Greyhound Lines Battle Creek Transit |
| Michigan | East Lansing | East Lansing          | Amtrak : Thruway Motorcoach Greyhound Lines Indian Trails Megabus : M1 CATA : Route 20 |
| Michigan | Durand       | Union Station         | Shiawassee Area Transportation Agency |
| Michigan | Flint        | Flint                 | Amtrak : Thruway Motorcoach Greyhound Lines Indian Trails MTA |
| Michigan | Lapeer       | Lapeer                | Greater Lapeer Transportation Authority (GLTA) |
| Michigan | Port Huron   | Port Huron            | Blue Water Area Transit : 3 et 9 |

## Ligne à grande vitesse
Le corridor entre Détroit et Chicago a été désigné comme une ligne à grande vitesse par l'administration fédérale des chemins de fer. Cette section de 156 km où le Blue Water circule entre Porter, Idiana et Kalamazoo, Michigan appartient à Amtrak et est la section de voie la plus longue appartement à Amtrak après le corridor Nord-Est. Amtrak a réalisé des travaux à partir de janvier 2002 permettant d'augmenter la vitesse à 180 km/h,.

## Composition
De nos jours, le Blue Water consiste en :
- 2 General Electric GE P40DC/P42DC ou 2 Siemens Charger SC44 ;
- 5 ou 6 voitures économique de type Amfleet ou Horizon ;
- 1 ou 2 voitures business de type Amfleet ou Horizon dont une avec une partie Bar ;
- une ancienne locomotive EMD F40PH  dont le moteur a été retiré pour servir de voiture-pilote.

## Dans la culture
La ligne du Blue Water  a présenté dans une chanson du même nom écrite Dora Graf et Martin Seligson et popularisée par The Brothers Four.